# Trogoderma inconspicuum
Trogoderma inconspicuum là một loài bọ cánh cứng trong họ Dermestidae. Loài này được Armstrong miêu tả khoa học năm 1942.